# Bracon cecidophilus
Bracon cecidophilus är en stekelart som beskrevs av Jean-Jacques Kieffer och Jörgensen 1910. Bracon cecidophilus ingår i släktet Bracon och familjen bracksteklar. Inga underarter finns listade.